# Bolam West Houses
Bolam West Houses – wieś w Anglii, w hrabstwie Northumberland. Leży 25 km na północny zachód od miasta Newcastle upon Tyne i 420 km na północ od Londynu.